# Hünshovener Ölmühle
Die Hünshovener Ölmühle war eine Wassermühle mit einem unterschlächtigen Wasserrad an der kleinen Wurm in der Stadt Geilenkirchen im nordrhein-westfälischen Kreis Heinsberg im Regierungsbezirk Köln.

## Geographie
Die Hünshovener Ölmühle hatte ihren Standort auf der linken Seite der kleinen Wurm, an der Konrad Adenauer Straße 118–120 im Geilenkirchener Stadtteil Hünshoven. Das Grundstück, auf dem das Mühlengebäude heute steht, hat eine Höhe von ca. 73 m über NN. Sie war als Mühle an der kleinen Wurm zugleich Nachbarmühle der Beeretz Mühle.

## Gewässer
Die Mühle lag an der sogenannten kleinen Wurm, einen vor Jahrhunderten künstlich gegrabener Zweig- oder Triebwerkskanal. An der Wurm wurde 1/3 des Wurmwassers abgeleitet und nach dem Passieren der Hünshovener Ölmühle an der Geilenkirchener Brücke wieder einleitete.
Die Wurm versorgte auf einer Flusslänge von 53 km zahlreiche Mühlen mit Wasser. Die Quelle der Wurm liegt südlich von Aachen bei 265 m über NN, die Mündung in die Rur ist bei der Ortschaft Kempen in der Stadt Heinsberg bei 32 m über NN. 

## Geschichte
Die Geburtsstunde der Hünshovener Mühle war am 24. November 1380. An diesem Tag bekamen die Eheleute Heinrich und Katharina Coenen aus Geilenkirchen von den Heinsberger Landesherren die Genehmigung, an der Nähe der Wurmbrücke eine Ölmühle zu errichten. Die jährliche Abgabe von 55 Quart (etwa 60 l) Öl war an die Hofkammer zu liefern. Ab dem Jahre 1539 ist bekannt, dass die jährliche Öllieferung in einer Kellnerei-Rechnung notiert wurde. 1559 waren in der ausführlichen Eintragung auch die Besitzer der Mühle genannt. Die Eintragung ins Hochdeutsche übertragen, lautet:
Dem Heinrich Coenen, Sohn von Geilenkirchen und seiner Hausfrau Catharina und ihren Erben ist hier im Jahre 1380 am St. Catharinen-Abend durch Goddart von Loen, Herrn zu Heinsberg, und Frau Philippa von Jülich, vergönnt, die Ölmühle zu Hünshoven zu bauen und erblich zu behalten, dafür jährlich an Fastnacht 55 Quart Geilenkirchener Maß gutes, klares Öl zu liefern, das Palmsonntag bezahlt sein soll, mit dem Vorbehalt, dass, wenn die Pächter einige Jahre in der vorbestimmten Zeit teils oder ganz mit der Bezahlung säumig werden, alsdann die Mühle mit dem danebenliegenden Haus und Hof, mit allen Verbesserungen als Unterpfand verfallen sein soll. So habe ich also von dem jetzigen Inhaber vorgenannter Mühle, Gerhard Engelen und seinem Schwager Gyssen van Dremmen, empfangen 55 Quart
Die Mühle entwickelte sich im Laufe der Jahrhunderte von einem Kleinunternehmen zu einem starken Wirtschaftsunternehmen. Die konkurrenzlose Mühle arbeitete bis 1920 mit Kollergang und Schlagpressen. Dann wurde auf hydraulische Ölpressen und Wasserturbinen umgestellt. Im Zweiten Weltkrieg wurde Geilenkirchen vollständig evakuiert. Die Ölmühle wurde durch Bomben und Granaten schwer in Mitleidenschaft gezogen. Nach dem Wiederaufbau wurde die Ölgewinnung 1949 wieder aufgenommen. In der wirtschaftlichen schweren Nachkriegszeit geriet das Unternehmen 1953 in finanzielle Schwierigkeiten und stellte die Produktion ein. So endete nach 573 Jahren die Geschichte der Hünshovener Ölmühle.

## Galerie

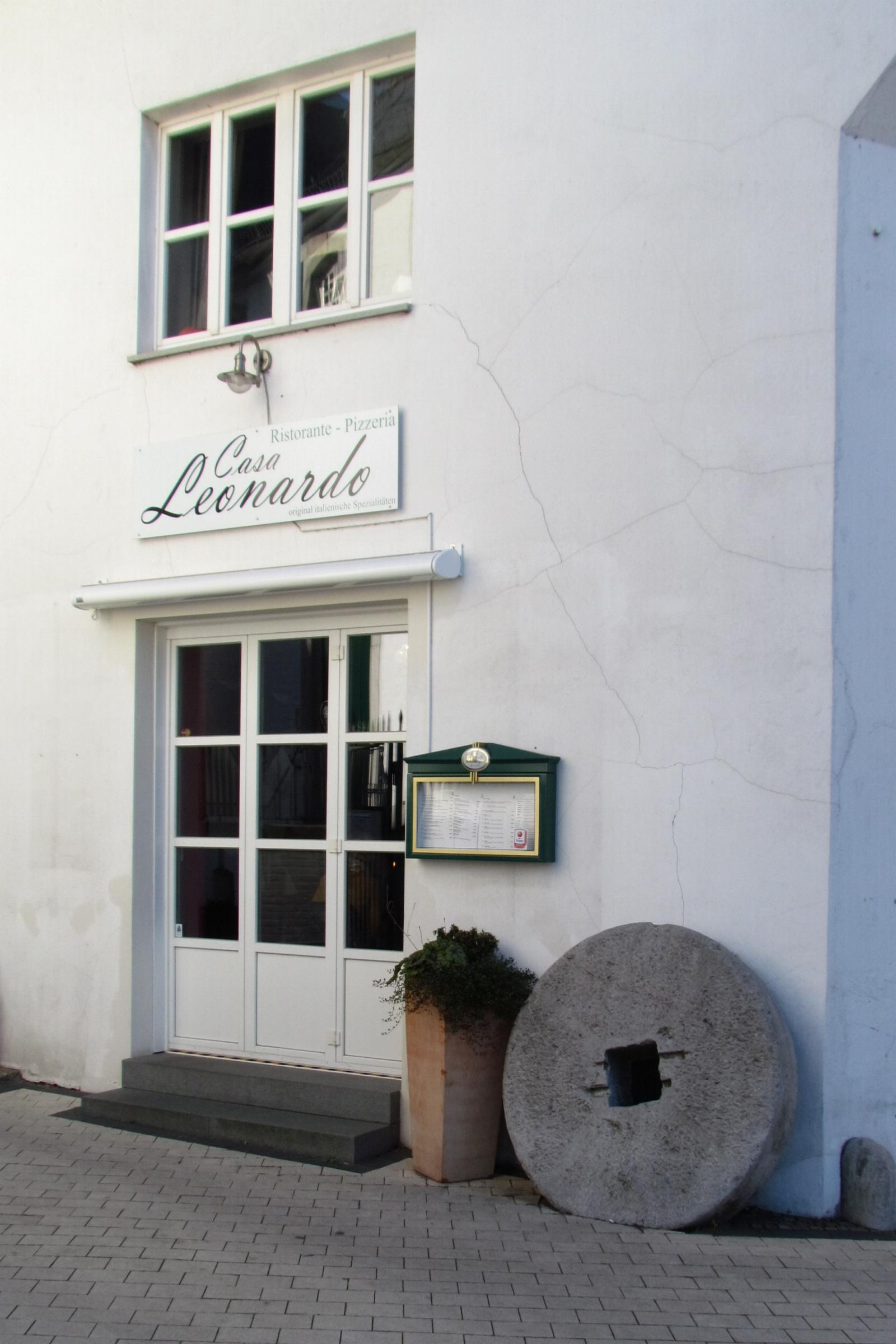
Ein Mühlstein als Dekoration
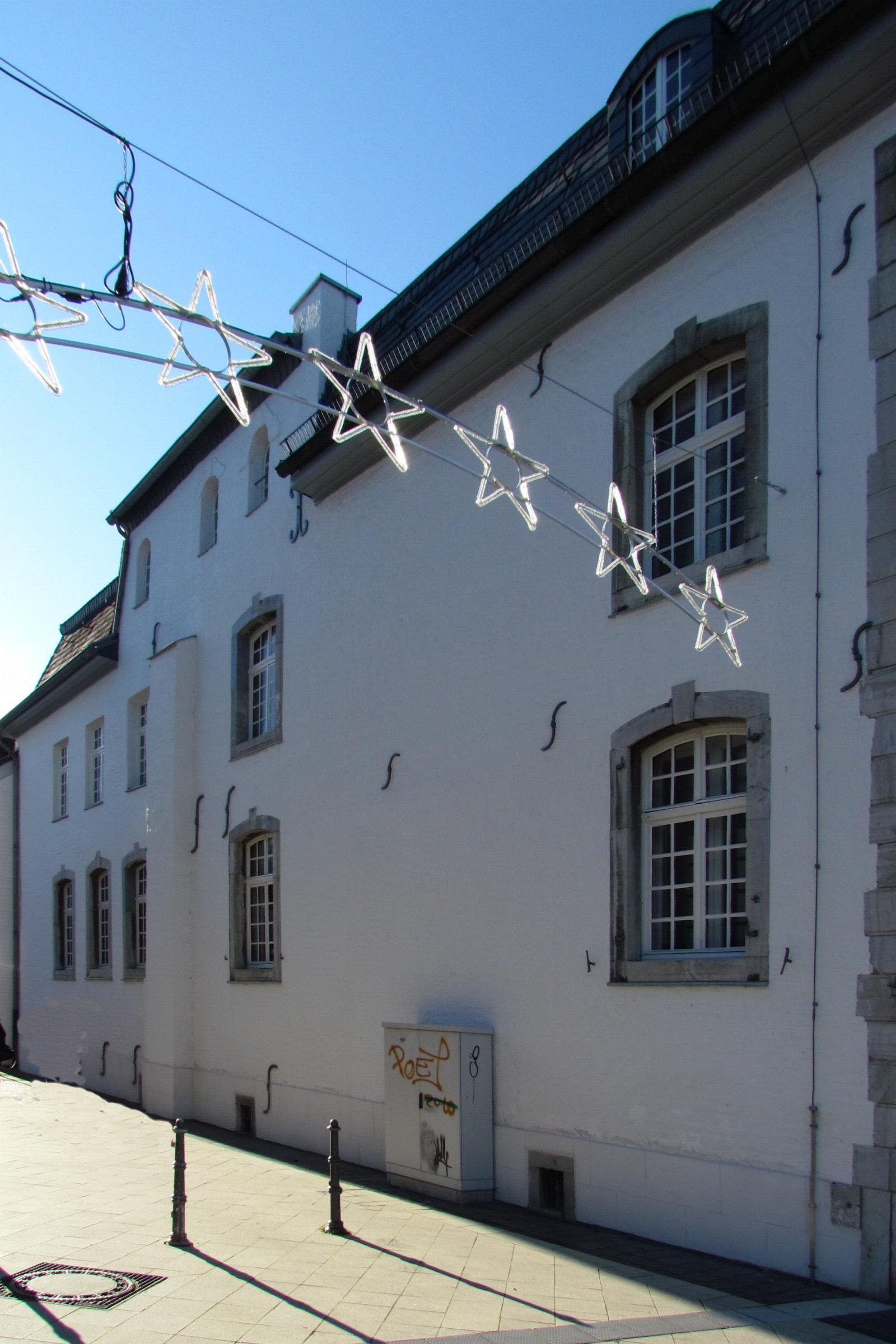
Hier floss einst die kleine Wurm
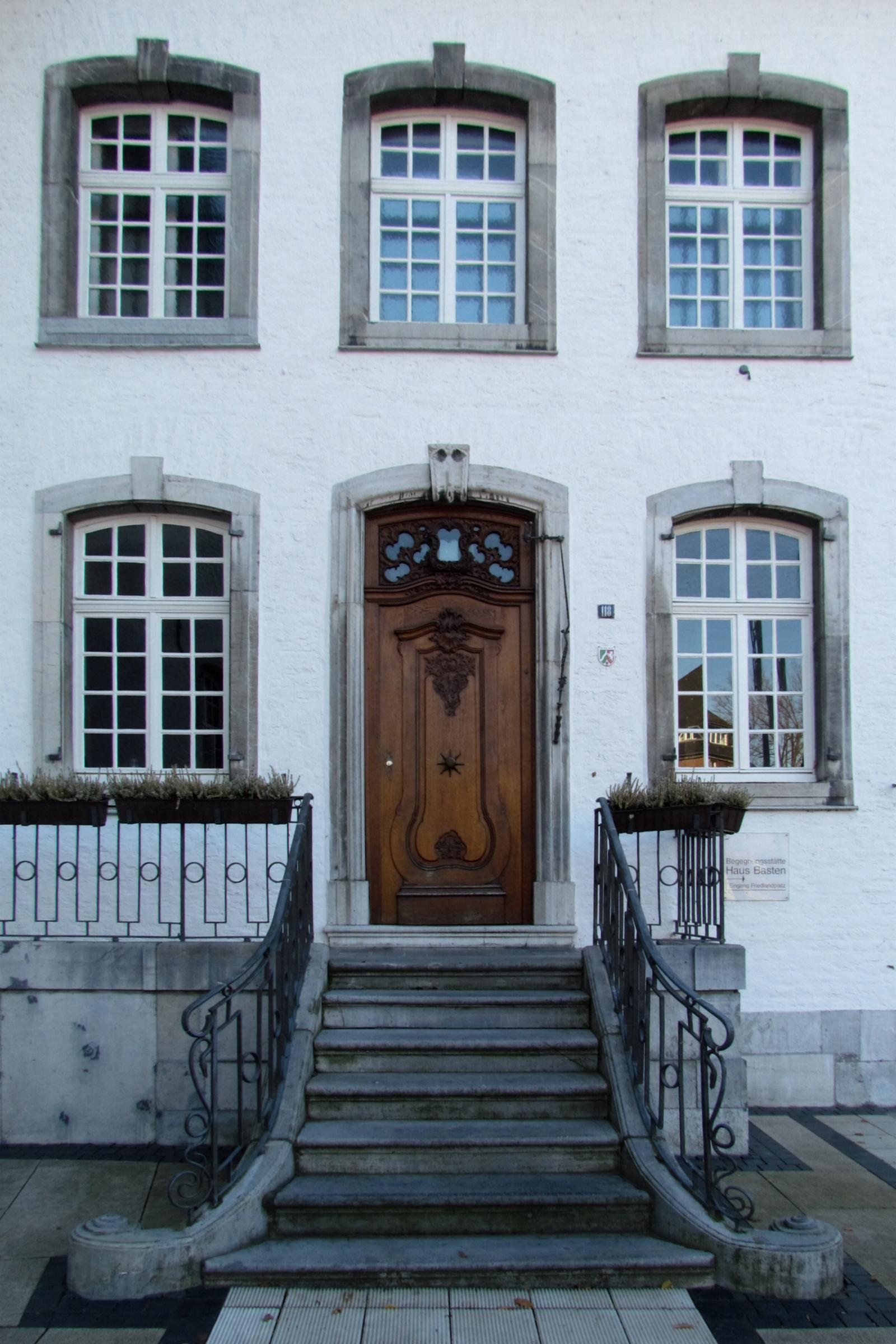
Eingangsbereich der Hünshovener Ölmühle
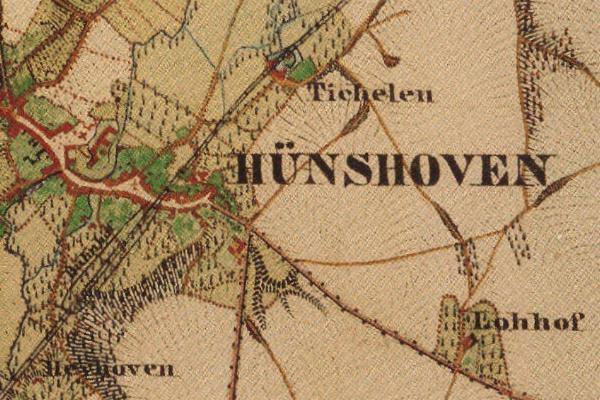
Hünshoven auf der Uraufnahme von 1846
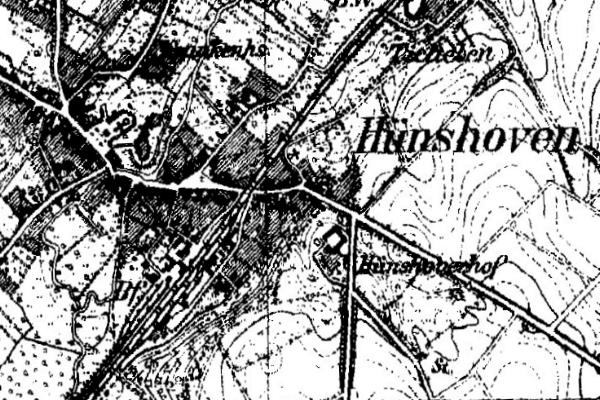
Hünshoven auf der Neuaufnahme von 1892
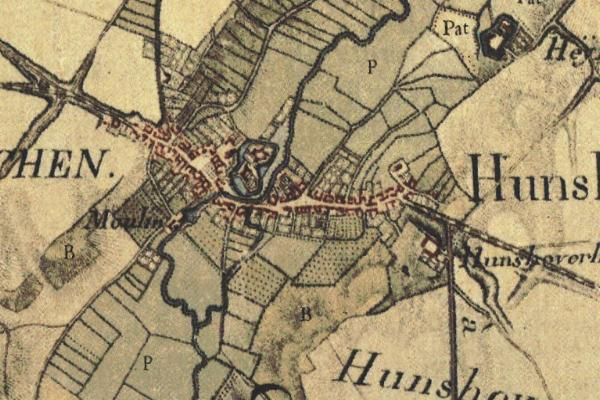
Wurm- und Zweigkanal auf der Tranchotkarte 1805/1807

## Denkmaleintrag
Haus Basten: Baujahr: 18. Jahrhundert; vierflügelige Backstein-Hofanlage, Wohnhaus zweigeschossig in acht zu zwei Achsen, links Risalit zwei zu eins Achsen, Backstein, weiß geschlämmt; Sockel, Treppe, Ecken und Gewände in Blaustein, Mansarddach. Eintrag in die Denkmalliste am 29. März 1983
- Denkmalliste Geilenkirchen Nr. 15

→ Siehe auch Liste der Mühlen an der Wurm